# Marxistische Krisentheorie
Die Marxistische Krisentheorie, auch in Anlehnung an heutigen Sprachgebrauch Marxistische Konjunkturtheorie genannt, geht davon aus, dass eine kapitalistische Wirtschaft periodisch von Krisen heimgesucht wird, und versucht, diesen Krisenzyklus zu erklären.
Unterschieden werden zwei Krisentypen:
1. Realisierungskrisen, die durch Disproportionalität zwischen den verschiedenen Produktionszweigen oder durch Unterkonsumtion entstehen,
2. Krisen, die ursächlich auf Überakkumulation beruhen.

Letzterem Krisentypus liegt der (dialektische) Widerspruch zwischen Produktivkraftentfaltung und Kapitalverwertung zugrunde. Die Steigerung der Produktivkraft der Arbeit (Arbeitsproduktivität) erscheint widersprüchlich, weil sie gleichzeitig den Einsatz an Arbeitern zugunsten von Maschinen, also fixem Kapital vermindert:

„[Die Steigerung der Produktivkraft der Arbeit] erhöht den relativen Mehrwert nur dadurch, indem sie bei gegebenem Kapitaleinsatz den Arbeitseinsatz vermindert. Dadurch senkt sie die Profitrate und schafft eine Verwertungsschranke, die nur durch die Krise überwunden werden kann.“

## Zyklusphasen
Die Wirtschaft durchläuft so einen Kreislauf, der verschiedene Phasen umfasst. Weder Anzahl der Phasen noch deren Bezeichnungen sind bei Marx einheitlich. Es finden sich:
1. Stagnation/Zweite Abschwungsphase
2. Prosperität/Erste Aufschwungsphase
3. Überproduktion/Zweite Aufschwungsphase
4. Krise/Erste Abschwungsphase

oder
1. mittlere Lebendigkeit
2. Hochdruck
3. Krise
4. Stagnation

oder
1. Abspannung
2. mittlere Lebendigkeit
3. Überstürzung
4. Krise

oder
1. Ruhezustand
2. wachsende Belebung
3. Prosperität
4. Überproduktion
5. Krach
6. Stagnation (Wirtschaft)

## Voraussetzungen

### Notwendige Bedingungen – „Möglichkeit“
Nur in einer Geldwirtschaft kann es zu einer allgemeinen Marktüberfüllung, allgemeinen Überproduktion kommen, in Subsistenzwirtschaften oder Tauschwirtschaften dagegen nicht oder nur teilweise.
Eine Geldwirtschaft beinhaltet die Möglichkeit, dass Geld gehortet wird. Wer Ware gegen Geld verkauft, kann das Geld aufbewahren, statt es zum Kauf anderer Ware zu verwenden. Damit stocken der Geldkreislauf und die Wirtschaft. Diese Sichtweise findet sich jedoch nicht nur in der Marxistischen Krisentheorie, sondern auch bei Nichtmarxisten wie Silvio Gesell.

### Hinreichende Bedingungen – „Notwendigkeit“
Fixes Kapital
Eine hinreichende Voraussetzung für den Krisenzyklus ist die großindustrielle Produktion mit Hilfe von Maschinerie, von fixem Kapital. Dadurch soll die Arbeitsproduktivität erhöht werden, lebendige Arbeit wird durch Maschinerie ersetzt, was den relativen Mehrwert erhöht.
Fehlende gesamtwirtschaftliche Koordinierung
Außerdem gibt es in einer marktwirtschaftlichen Wirtschaft keine gesamtwirtschaftliche Koordinierungsinstanz.
Horten von Geld für spätere Investitionen in fixes Kapital
In Das Kapital, Band II, zeigt Marx, wie das Ansparen von Geld für spätere größere Anschaffungen von fixem Kapital (Ansparen von Geldakkumulationsfonds) das Horten von Geld bedingt. Horten ist nicht mehr nur Möglichkeit der Krise, sondern Notwendigkeit, weil anders die Akkumulationsfonds nicht aufgebaut werden können. Von daher droht der Wirtschaft laufend eine Unterbrechung des Geldkreislaufs. Theoretisch enthorten gleichzeitig andere Unternehmen, verausgaben ihre Akkumulationsfonds. Ohne gemeinsame Koordinierung ist es unwahrscheinlich, dass beides sich gerade richtig ergänzt. Ein Ausweg bietet das Kreditwesen, das Geschäft der Banken. Während die einen Unternehmen ihre Einnahmenüberschüsse bei den Banken anlegen, leihen sich andere ihren Geldbedarf bei den Banken. Durch Geldschöpfung kann der Bedarf nach Geld theoretisch gedeckt werden. Das Problem der Geldhortung wird so durch das Kreditwesen elastisch aufgefangen, doch ergeben sich auf höherer Ebene erneut Widersprüche und Krisenursachen, wie Marx dann im Kapital, Band III, ausführt.
Zeitverzögerungen
Industrielle maschinelle Produktion bedingt Time-Lags, Verzögerungen, etwa zwischen Produktion und Nachfrage, oder umgekehrt oder zwischen Investition und Entwicklung der Arbeitsproduktivität. Im Aufschwung reagiert die Produktion mit einem Time-Lag auf die Nachfrage, die Nachfrage ist größer als das Angebot im Abschwung umgekehrt. Time-Lags führen auch gemäß dem Spinnwebtheorem oder im Multiplikator-Akzelerator-Modell zu Schwingungen.
Rationalisierungsinvestitionen zu Lasten der Beschäftigung
Letztlich ist die Konsumnachfrage Bedingung, dass in der Produktion geschaffener Wert auch auf dem Markt realisiert werden kann. Von Unterkonsumtionstheorien wird dies dadurch abgegrenzt, dass eine Erhöhung der Löhne mit anschließender größerer Nachfrage nach Konsumgütern das Problem nicht lösen kann, weil es auf den Wert ankommt, der nach Marx durch die Arbeitswertlehre bestimmt wird. Es kommt auf mehr profitable Beschäftigung an, nicht auf mehr Lohn. Höhere Löhne stärken zwar die Konsumnachfrage, schmälern aber auf der anderen Seite die Profite. Kommt es schließlich im Abschwung zu sinkenden Preisen, erhöht dies die Reallöhne, die Kaufkraft der Arbeiter, ohne dass dies aus Sicht der Kapitalisten die Probleme der Krise lösen würde.

## Zyklus

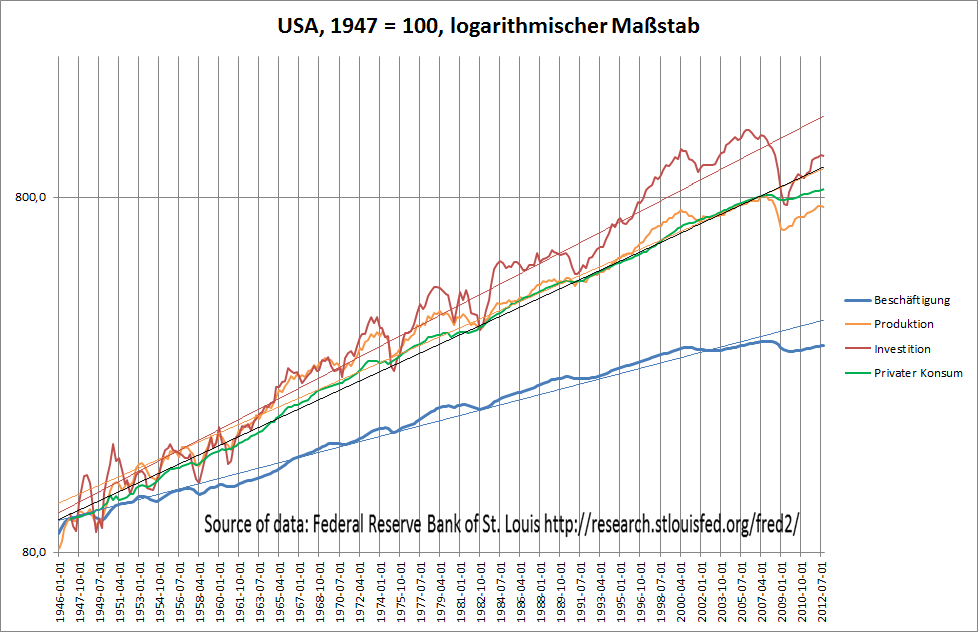
Indikatoren zur Wirtschaftsentwicklung in den USA, Beschäftigung, Konsum, Investitionen, Produktion

### Beginn des Zyklus oder unterer Wendepunkt
Der Konjunkturaufschwung wird am Ende der Stagnationsphase eingeleitet, weil unterdurchschnittliches Preisniveau und unterdurchschnittliche Profitrate dazu führen, dass massenhaft in neue verbesserte Produktionstechniken investiert wird. Durch den vorausgehenden Abschwung sind bestehende Produktionskapazitäten durch moralischen Verschleiß entwertet worden, was zu Ersatzinvestitionen auf technisch fortgeschrittener Grundlage führt. Um aus der Krise zu gelangen, werden neue Produktionstechniken mit höherer Arbeitsproduktivität eingeführt, die mit höherem Einsatz an fixem Kapital je Arbeitskraft verbunden sind. Marx unterstellt dabei, dass die neueren Verfahren teurer sind als die zu ersetzenden, so dass eine höhere Produktion notwendig ist, sollen sich die neuen Investitionen rentieren.

„Marx unterstellt, dass die neueren Verfahren kostspieliger als die zu ersetzenden sind und deshalb bei produktivitätssteigernder Anwendung ein höheres Produktionsniveau erfordern.“

### Prosperität
Die allgemeine Einführung technisch fortgeschrittener Produktionsanlagen führt zu einem allgemeinen Wirtschaftsaufschwung, zur Phase der Prosperität, in welchem die neuen Produktionstechniken mehr und mehr in die Wirtschaft eingeführt werden, was zu einem Aufschwung auch in der Logik eines Multiplikator-Akzelerator-Modells führt. Das Angebot kann der Nachfrage nur verzögert folgen, die Preise steigen.
Nach Alfred Müller erzielen zunächst (ähnlich wie in der Konjunkturtheorie von Joseph Schumpeter) diejenigen, die die neue Produktionstechnik einführen einen Extra-Profit zu Lasten derjenigen, die noch mit alter Technik produzieren. Diese Extraprofite schwinden in dem Maße, wie sich die neue Produktionstechnik verallgemeinert.
Ein aus Sicht der Kapitalisten profitabler Einsatz an Kapital und Arbeit kann von den bestehenden Produktionsmöglichkeiten nicht sofort bereitgestellt werden. Es kommt wegen des Nachfrageüberhangs zu einem allgemeinen Preisanstieg, vielleicht dadurch gemildert, dass bestehende Lager abgebaut oder noch vom letzten Abschwung her brach liegende Produktionsanlagen zugeschaltet werden können. Arbeiter aus der Reservearmee finden jetzt wieder Arbeit. Maksakowski drückte das so aus, dass die Preise in der „Sprache des Marktes“ Unterproduktion signalisieren, sie signalisieren, dass die Nachfrage größer als das Angebot ist. In der „Sprache der Produktion“ herrscht eigentlich schon Angebot gleich Nachfrage, wenn das zukünftige Angebot der noch im Bau befindlichen Produktionsanlagen schon berücksichtigt würde. Dies liegt daran, dass Produktionsanlagen, die produziert werden, auf der einen Seite schon auf der Nachfrageseite erscheinen, Nachfrage nach Arbeitskräften und damit nach Konsumgütern, Nachfrage nach Produktionsmitteln. Diese Produktionsanlagen im Bau sind aber noch nicht auf der Angebotsseite wirksam, sondern erst mit einem Verzögerungseffekt. Nach Maksakowski liegen die Preise jetzt allgemein höher als ihren Werten entspricht (vgl. Arbeitswertlehre). Dies bedeutet, dass der Wert des Geldes unter seinem Wert liegt.
Müller betont die Umverteilung der Mehrwertproduktion von den zurückbleibenden Unternehmen hin zu den Innovatoren, die die neue produktivere Technik einführen. Bei Maksakowski findet eine Umverteilung der Mehrwertproduktion innerhalb des Zyklus statt. Mehrwert der im Abschwung nicht realisiert wird, wird im Aufschwung zusätzlich realisiert. Das Wertgesetz gilt im Durchschnitt des Zyklus, aber nicht in den einzelnen Phasen.
Die Profitraten steigen. Die Löhne bleiben hinter der Entwicklung zurück, die Lohnquote sinkt im Aufschwung. Der Aufschwung wird in erster Linie von Erweiterungsinvestitionen getragen, die Beschäftigung steigt, weniger durch Rationalisierungsinvestitionen, die zu einem Anstieg der Zusammensetzung des Kapitals führen.

### Überakkumulation und Krise
Der Aufschwung wird durch Nachahmer, Imitatoren getragen, welche gezwungen sind, die neuen produktiveren Investitionen zu übernehmen. Es handelt sich um extensives Wachstum, das heißt im Wesentlichen setzt sich eine gegebene Produktionstechnik immer stärker durch, indem sowohl mehr Produktionsmittel eingesetzt werden als auch mehr Arbeitskräfte eingestellt werden. Es vergeht einige Zeit zwischen dem Zeitpunkt, zu dem eine neue Investition begonnen wird bis zu dem Zeitpunkt, zu dem die Produktion der neuen Produktionsanlagen auf den Markt gelangt. Zwischen Investitionsentscheidung und Verkauf der neuen Produkte liegt ein zeitlicher „Time lag“.
Wegen der zeitlichen Verzögerung zwischen den Investitionsentscheidungen und dem Zeitpunkt, zu dem die Investitionen selbst für den Markt zu produzieren beginnen, wird überakkumuliert. Die Nachfrage ist bereits befriedigt, aber es sind immer noch Investitionen im Werden, die mit Verzögerung, mit Time-Lag, mit ihrem Angebot auf den Markt kommen. Außerdem fallen die Produktionsanlagen nach ihrer Fertigstellung als Nachfrage aus, da die zu ihrer Herstellung benötigten Arbeitskräfte und Materialien und Produktionskapazitäten nach Fertigstellung der Anlagen nicht mehr benötigt werden.
Das Ergebnis ist Überproduktion, das Angebot ist größer als die Nachfrage. Der Abschwung folgt auch der Logik eines Multiplikator-Akzelerator-Modells. Es zeigt sich jetzt aus Sicht der Kapitalisten, dass mehr Arbeitskräfte und Produktionsanlagen beschäftigt sind, als eigentlich benötigt werden. Waren können nicht oder nur unter Wert verkauft werden – die eigentliche Krise, zum Teil wird auf Lager produziert. Arbeiter werden in die Reservearmee entlassen, Produktionsanlagen stillgelegt. Dies verstärkt den Abschwung. Nach dem russischen marxistischen Ökonom Pavel Maksakovsky liegen die Preise jetzt niedriger als ihren Werten entspricht (vgl. Arbeitswertlehre). Solange die Produktionsanlagen noch nicht der gesunkenen Nachfrage angepasst sind, sagt die „Sprache des Marktes“, das heißt signalisieren die Preise, dass das Angebot größer als die Nachfrage ist, auch wenn in der „Sprache der Produktion“ der Abbau der Produktionsanlagen schon im Gange ist, allerdings Zeit braucht. Die Profitraten brechen ein.

„Nach Beendigung der Verallgemeinerungsphase und des Ausklingens der Produktivitätssteigerung ergibt sich rückblickend, dass der kapitalistische Einsatz des maschinellen technischen Fortschritts „den einen Faktor, die Rate des Mehrwerts, nur dadurch vergrößert, (indem er, A.M.) den anderen Faktor, die Arbeiterzahl, verkleinert“ (MEW 23 S. 429).“

### Stagnation
Vorerst kommt die Wirtschaft zum Erliegen, da es an Nachfrage und Profiten fehlt. Einige Unternehmen scheiden aus dem Markt, andere können sich gerade noch halten, wieder andere machen noch Profite. Einerseits geht das Angebot zurück, weil Kapital entwertet wird und auf der Angebotsseite ausscheidet. Andererseits können durch neue Investitionen auf höherem technischen Niveau, die mit höherer Zusammensetzung des Kapitals verbunden sind, die Kosten gesenkt werden, indem mit weniger Arbeit die gleiche Gütermenge produziert wird. Erweiterungsinvestitionen finden zunächst kaum mehr statt, durch Rationalisierungsinvestitionen, die zu einem Anstieg der Zusammensetzung des Kapitals führen, versuchen die Unternehmen notwendige Arbeitszeit einzusparen und Kosten zu senken und so wieder Profite zu erzielen. Wenn sich schließlich in der Stagnationsphase Neuerungen in den Produktionstechniken durchgesetzt haben, kommt es wieder bei den führenden Unternehmen zu massenhaften Neuinvestitionen mit höherer Zusammensetzung des Kapitals und höherer Arbeitsproduktivität mit anschließenden nachahmenden Investitionen, so dass ein neuer Aufschwung einsetzt.

### Zyklische Bewegung einzelner Größen

#### Zins und Lohn
Während der Stagnation bildet sich ein niedriges Zinsniveau heraus, was mit eine Grundlage für einen neuen Aufschwung bildet. Im Vergleich zum Anlage suchenden Geldkapital zeichnen sich aber zunächst keine profitablen Investitionsmöglichkeiten ab (Anlagenotstand). Während der Prosperität erhöht sich dann der Zinssatz, weil die Nachfrage nach Krediten für neue Investitionen steigt. Zu Beginn der Krise versuchen die Unternehmen mit Hilfe von Krediten zu überleben, gleichzeitig steigt der im Zinssatz enthaltene Risikoaufschlag. Der Zinssatz erreicht seinen zyklischen Höhepunkt. In der Stagnation sinkt der Zinssatz dann wieder. Es gibt zwar noch Anlage suchende Profite, aber noch keine berechenbaren Anlagemöglichkeiten.
Der Lohn sinkt in der Krise wegen hoher Arbeitslosigkeit, was mit eine Grundlage für einen neuen Aufschwung bildet. Im Aufschwung steigt auch der Lohnsatz, die Arbeitslosigkeit bildet sich zurück. Mit in der Prosperität steigenden Profiten wachsen die Verteilungsspielräume und damit wächst auch die Möglichkeit der Gewerkschaften, höhere Löhne durchzusetzen. Vor der Krise erreichen die Löhne ihren zyklischen Höhepunkt (Marx: steigende Löhne als „Sturmvogel der Krise“).

#### Preise
Im Aufschwung eilt die Nachfrage dem verzögert folgenden Angebot voraus, so dass die Preise steigen. Bei steigenden Preisen sinkt der Wert von Geldhorten, so dass Geldhorte aufgelöst werden und das Geld in die Zirkulation gelangt und so die Nachfrage und damit den Aufschwung verstärkt. Umgekehrt im Abschwung, wenn die Preise infolge der Überakkumulation fallen. Dies bedeutet, dass der Wert des Geldes über seinem Wert liegt. Bei sinkenden Preisen steigt der Wert von Geldhorten, was weiteres Horten von Geld hervorruft. Dies verstärkt den Mangel an Nachfrage und den Abschwung.

## Abgrenzung zu Joseph Schumpeter
Bei Joseph Schumpeter ist Ausgangspunkt des Konjunkturzyklus ein Gleichgewichtszustand, der aber die Marktteilnehmer zu Innovationen mit Extraprofiten ermuntert, die dann das Gleichgewicht stören. Im folgenden Aufschwung übernehmen die Imitatoren die erfolgreichen Innovationen (Neuerungen), solange bis die Extraprofite wegkonkurriert sind und sich ein neues Gleichgewicht ohne Wachstum herausgebildet hat, das als Endpunkt des Zyklus gleichzeitig der Ausgangspunkt eines neuen Zyklus ist. Schumpeter weist den Versuch, den Boom als Folge der Depression und anschließend die Depression als Folge des Booms zu erklären, als „perpetuum mobile reasoning“ zurück. Bei Marx ist dagegen der Ausgangspunkt im Unterschied zu Schumpeter keine Gleichgewichtslage, sondern „Depression“, wegen Überakkumulation liegt eine gedrückte Profitrate vor, welche Innovationen erzwingt. Die Innovatoren erhalten Extraprofite zu Lasten der Übrigen. Dadurch werden die Übrigen gezwungen, die Innovationen zu imitieren. Dies führt zu einem vorübergehenden Aufschwung. In dem Maße wie die Imitatoren die Innovationen mit höheren Mehrwertraten übernehmen, schwinden die Extraprofite und die höheren Kapitalvorschüsse für fixes Kapital bleiben übrig. Es stellt sich jetzt ein neues, im Vergleich zu vor dem Aufschwung, ungünstigeres Verhältnis von Mehrwertproduktion und Kapitalbestand heraus, das als Ungleichgewicht einen neuen Innovationsschub auslöst.

## Abgrenzung zum Multiplikator-Akzelerator-Modell
In keynesianischen Konjunkturtheorien passen die Unternehmen über Investitionen, die den Kapitalstock erhöhen, die Produktionskapazität der Nachfrage an („Kapazitätsanpassungsprinzip“). Gesamtwirtschaftliche wird angenommen, dass der Kapitalstock mit Time-Lag sich der Nachfrage anpasst.
Da die Investitionen selbst Teil der Nachfrage sind, kann es laufend zu Abweichungen kommen zwischen der gemäß der erwarteten Nachfrage angestrebten Produktionskapazität und der sich durch die Investitionen schon wieder verändernden Nachfrage. Es kann unter bestimmten Annahmen zu konjunkturellen Schwankungen kommen, wenn die Anpassung der Produktionskapazitäten sowohl nach oben, als auch nach unten regelmäßig über das Ziel hinausschießt. Solche Vorgänge werden in Multiplikator-Akzelerator-Modellen dargestellt.
Nach der Überakkumulationstheorie hingegen werden nicht Kapazitäten an eine Nachfrage angepasst, sondern die Profite werden zum Aufbau von Kapazitäten verwendet, was regelmäßig zu Überinvestitionen führt, die Angebotsmöglichkeiten übersteigen die Nachfrage. Dies führt zunächst zu einer Profitkrise und zu einem Einbruch bei den Erweiterungsinvestitionen. Dann erzwingt dies aber Ersatzinvestitionen auf technisch höherem Niveau (in der Regel mit höherer technischer und organischer Zusammensetzung des Kapitals), um der Profitkrise zu entkommen. Diese Ersatzinvestitionen führen zu einem Aufschwung. Sowohl bei Auf- als auch bei Abschwung können Multiplikator-Akzelarator-Prozesse hereinspielen.

## Abgrenzung zu Engpasstheorien
Engpasstheorien sind Theorien, die besagen, dass der Mangel an spezifischen Produktionsfaktoren das kapitalistische Wachstum hemmt bzw. krisenhaft schwanken lässt. Insbesondere Kondratiew lieferte eine solche Erklärung: Die für die Produktion benötigten Produktionsfaktoren wachsen nicht im selben Maße wie die gesamte Volkswirtschaft; sie verändern untereinander ihre relativen Kostenverhältnisse. Wenn sich ein bestimmter Produktionsfaktor nicht mehr weiter physisch vermehren lässt, wird er zu teuer. Nicht eine allgemeine Überproduktion oder Überakkumulation ist also die Ursache für sinkende Profite. Vielmehr lohnt es sich wegen der spezifischen Faktorknappheit für die Unternehmer nicht mehr, die Produktion auszuweiten. Der knappste Produktionsfaktor markiert eine „Realkostengrenze“, also einen nicht mit Geld zu behebenden Mangel. Solche Flaschenhälse der Produktion zwingen dazu, Innovationen z. B. in Form neuer Basistechnologien zu entwickeln. Diese durchbrechen die Realkostengrenze, indem sie Arbeitskraft, Kapital oder andere Produktionsfaktoren einsparen. So ermöglichte erst die Dampfmaschine die Lösung der Probleme der Wasserhaltung und die kostengünstige Kohleproduktion in den britischen Bergwerken; die dezentrale Informationsverarbeitung war Voraussetzung für die Flexibilisierung der Produktionstechnologie und damit für den Ausstieg aus der Massenproduktion. Für die staatliche Krisensteuerung ergibt sich aus diesem Ansatz, dass Investitionen vor allem an der Realkostengrenze getätigt werden sollten.

## Abgrenzung zur Lohndrucktheorie
Eine mathematische Darstellung der Lohndrucktheorie ist das Goodwin-Modell. Die Konjunkturschwankungen ergeben sich aus Verknappung der Arbeitskräfte. Im Aufschwung geht die Reservearmee zurück, die Löhne steigen, die Profite sinken. In der dann folgenden Krise steigt die Reservearmee, die Löhne sinken, die Profite steigen. Dies führt wieder zum Aufschwung. Die Mehrwertrate bzw. die Lohnquote schwankt zyklisch.
Technischer Fortschritt und Zusammensetzung des Kapitals spielen in der Lohndrucktheorie keine Rolle. In der Überakkumulationstheorie sind Motor der Konjunkturschwankungen die Zusammensetzung des Kapitals mit der damit einhergehenden Entwicklung der Arbeitsproduktivität und des so beeinflussten relativen Mehrwerts.

## Überzyklische Entwicklungen
„Wie das Gesetz des tendenziellen Falls der Profitrate nur gemeinsam mit dem Konjunkturzyklus zu erklären ist, so wirken das Profitratengesetz und die Entfaltung seiner inneren Widersprüche gleichermaßen auf den Auflösungsprozess des Kapitalismus ein.“

Der Krisenzyklus hinterlässt seine Spuren, indem nur die größeren Kapitalien überleben, es kommt zur Kapitalzentralisation. Unter der Annahme, dass nur Kapitalien mit höherer Zusammensetzung des Kapitals eine ausreichend hohe Arbeitsproduktivität aufweisen, die das Überleben im Konkurrenzkampf erlaubt, kommt es zu einem Fall der Profitrate (vgl. Gesetz des tendenziellen Falls der Profitrate). Die Zahl der Arbeitslosen schwankt nicht einfach nur zyklisch, vielmehr wird die Reservearmee langfristig ergänzt um eine „Lazarusschicht“, Menschen, die nicht nur periodisch, sondern dauerhaft keine Arbeit mehr finden können. Möglicherweise kann dieses dauerhaft nicht benötigte Angebot an Arbeitskräften in unproduktiven Teilen der kapitalistischen Wirtschaft, z. B. beim Staat, beschäftigt werden.
Diese langfristigen Entwicklungen stellen schließlich das kapitalistische System insgesamt in Frage und stellen die Frage nach einer sozialistischen Revolution.

## Ausbleiben der Krisen
Auf die Frage nach den Ursachen des Ausbleibens der großen zyklischen Krise in den Jahren 1957/58 entwickelte Johann-Lorenz Schmidt die These von den „staatsmonopolistischen Märkten“. Vor allem über die militärische Rüstung schaffe der Staat zusätzliche Absatzmärkte für die Monopole. Durch Einsatz finanzieller Mittel des Staates werde die Neuanlage von fixem Kapital relativ unabhängig vom Zyklusverlauf rentabel und die Funktion der Krise Kapital zu vernichten, verlagere sich teilweise auf Rüstung und ständigen moralischen Verschleiß.

## Kritik des Gesetzes vom tendenziellen Fall der Profitrate
Am Gesetz vom tendenziellen Fall der Profitrate ist vielfach Kritik geübt worden. Nach dem Japaner Nobuo Okishio ist das Okishio-Theorem benannt, das diesem Gesetz widerspricht. Okishio schlussfolgert nach einer mathematischen Überprüfung des Gesetzes, dass die Profitrate „durch den Kampf zweier gegensätzlicher Klassen“ bestimmt werde. Insbesondere die für das Gesetz entscheidende Hypothese des Ansteigens der toten im Verhältnis zu lebendigen Arbeit bzw. das Ansteigen des Kapitalkoeffizienten ist dem Wirtschaftswissenschaftler Heinz Holländer zufolge zweifelhaft. Es handle sich um eine axiomatische Theorie, die aus bestimmten Axiomen bestimmte Konsequenzen deduziere, aber über den realen Geschichtsverlauf keine Aussagen machen könne.

## Überblick über Marxistische Konjunkturtheorien
Konjunkturzyklus aus
- Produktionssphäre

Überakkumulationstheorien
- Zirkulationssphäre

Zirkulationstheorien
Realisationstheorien
Unterkonsumtionstheorien
Disproportionalitätstheorien
Engpasstheorien
Realkostentheorie
Lohndrucktheorien (siehe z. B. Goodwin-Modell)
Preisspannentheorien
- Kreislaufprozess des Kapitals

Kapitalkreislauftheorien